# Polis, Albanien
Polis är en kommun i Albanien. Den ligger i prefekturen Qarku i Elbasanit, i den centrala delen av landet, 40 km sydost om huvudstaden Tirana.
I omgivningarna runt Polis växer i huvudsak blandskog. Runt Polis är det ganska tätbefolkat, med 144 invånare per kvadratkilometer.